# Giacomo Balbi Piovera
Giacomo Giuseppe Giovanni Bendinelli Balbi Piovera (Milano, 11 settembre 1800 – Genova, 14 novembre 1878) è stato un politico, agronomo e patriota italiano.

## Biografia
Nacque da Giacomo Francesco Maria, marchese di Piòvera, patrizio genovese, e Adelaide Marta Operon. Sposò la figlia di Gian Carlo Di Negro, Francesca, detta Fanny.
Fu in relazione con Mazzini e rimase coinvolto nella prima cospirazione della Giovine Italia attuata nel 1833. Arrestato e rinchiuso nella cittadella di Alessandria, venne poco dopo condannato al confino nella sua tenuta di Piovera.
Mutato il clima politico con la svolta di Carlo Alberto di Savoia, tornato in Genova, tra il 1846 e il 1848 - prima che avvenisse nel 1849 la repressione dei moti di Genova - passò gradualmente al partito moderato, del quale sarà successivamente uno dei maggiori esponenti.
Politico, ma anche uomo di scienza, nel 1846 fu tra i partecipanti all'VIII Congresso degli Scienziati.
A Genova, Balbi Piòvera risiedeva nel palazzo Balbi Senarega di via Balbi (attuale nº 4 di via Balbi), storico palazzo della famiglia Balbi, del quale fu architetto nel XVII secolo Bartolomeo Bianco.

## Giacomo Balbi Piovera e la Guardia Civica genovese
Giacomo Balbi Piovera fu partecipe in prima persona della creazione della Guardia Civica di Genova (o Guardia Nazionale), un'istituzione la cui ideazione si deve ad un notabile genovese, Vincenzo Ricci.

## Parlamentare del Regno e attività di ricerca in agronomia
Balbi Piovera, lasciata Genova e la partecipazione alla Guardia Civica, mantenne posizioni filo-sabaude, scelta condivisa dal fratello Francesco Balbi Senarega e dagli amici Gaetano Pareto, Domenico Elena, Paolo Farina, Nicolò Magioncalda.
A Piovera si trasferì dal 1865 per dedicarsi a studiare nuovi metodi nel campo dell'agronomia, cercando di risolvere i problemi di una società agricola ancora in stato di arretratezza. In questo luogo fece erigere un opificio per la filatura della seta.
Nel 1855 a Parigi venne insignito della Gran Croce della Legion d'Onore per le sue sete grezze esposte alla Mostra Internazionale.
Eletto senatore, partecipò alle sedute parlamentari a Roma.

## Incarichi parlamentari
Cariche
- Segretario dal 10 maggio al 30 dicembre 1848

Deputazioni
- Membro della Deputazione per complire Sua Maestà in occasione del capodanno (1853)
- Membro supplente della Deputazione per assistere alla funzione religiosa in occasione dell'anniversario dello Statuto (1855)